# Cycas conferta
Cycas conferta Chirgwin ex Chirgwin & Wigston, 1993 è una pianta appartenente alla famiglia delle Cycadaceae, endemica dell'Australia.

## Descrizione
È una cicade con fusto eretto, alto sino a 4(-7) m e con diametro di 9-13 cm.
Le foglie, pennate, lunghe 70-110 cm, sono disposte a corona all'apice del fusto e sono rette da un picciolo lungo 20-45 cm; ogni foglia è composta da 160-240 paia di foglioline lanceolate, con margine intero, lunghe mediamente 70-120 cm, di colore verde (leggermente bluastri), inserite sul rachide con un angolo di 60-90°.

L'epiteto specifico conferta, e cioè affollato, fa riferimento all'alta densità delle foglioline lanceolate attorno al rachide.
È una specie dioica con esemplari maschili che presentano microsporofilli disposti a formare strobili terminali di forma ovoidali, lunghi 11-18 cm e larghi 8-12 cm ed esemplari femminili con macrosporofilli che si trovano in gran numero nella parte sommitale del fusto, con l'aspetto di foglie pennate che racchiudono gli ovuli, in numero di 2-4.  
I semi sono grossolanamente ovoidali, lunghi 40 mm, ricoperti da un tegumento di colore dall'arancio al marrone.

## Distribuzione e habitat
È diffusa dal Parco nazionale Kakadu fino a Pine Creek, nel Territorio del Nord.

Prospera su terreni sabbiosi sovrastanti graniti o arenaria a grana grossa.

## Conservazione
La IUCN Red List classifica C. conferta come specie prossima alla minaccia (Near Threatened).

La specie è inserita nella Appendice II della Convention on International Trade of Endangered Species (CITES)